# 中国共产党第十二届中央委员会
中国共产党第十二届中央委员会由中国共产党第十二次全国代表大会选举产生。

## 一中全会
中国共产党第十二届中央委员会第一次全体会议于1982年9月12日至13日在北京舉行。出席会议的中央委员201人，候补中央委员138人。中央顾问委员会委员149人，中央纪律检查委员会委员128人列席了会议。全会第一天选举产生了中央领导机构。名单如下：
1. 中央政治局委员、候补委员
  - 中央政治局委员（按姓氏笔划为序）：万里、习仲勋、王震、韦国清（壮族）、乌兰夫（蒙古族）、方毅、邓小平、邓颖超（女）、叶剑英、李先念、李德生、杨尚昆、杨得志、余秋里、宋任穷、张廷发、陈云、赵紫阳、胡乔木、胡耀邦、聂荣臻、倪志福、徐向前、彭真、廖承志
  - 中央政治局候补委员（按得票多少为序）：姚依林、秦基伟、陈慕华（女）
2. 中央政治局常务委员会委员：胡耀邦、叶剑英、邓小平、赵紫阳、李先念、陈云
3. 中央委员会总书记：胡耀邦
4. 中央书记处书记、候补书记
  - 书记（按姓氏笔划为序）万里、习仲勋、邓力群、杨勇、余秋里、谷牧、陈丕显、胡启立、姚依林
  - 候补书记（按得票多少为序）：乔石、郝建秀（女）
5. 中央军事委员会主席、副主席
  - 主席：邓小平
  - 副主席：叶剑英、徐向前、聂荣臻、杨尚昆（常务副主席）

全会第二天批准了中央顾问委员会全体会议选举产生的主任、副主任和常务委员会委员人选，批准了中央纪律检查委员会全体会议选举产生的书记和常务委员会委员人选。

## 二中全会
中国共产党第十二届中央委员会第二次全体会议于1983年10月11日至12日在北京舉行。出席会议的中央委员201人，候补中央委员136人。中央顾问委员会委员150人，中央纪律检查委员会委员124人，中央机关和地方党委的负责人11人列席了会议。
全会一致通过《中共中央关于整党的决定》，明确规定了整党的基本方针、基本任务、基本政策和基本方法。选举产生中央整党工作指导委员会，胡耀邦任主任。万里、余秋里、薄一波、胡启立、王鹤寿为副主任，王震、杨尚昆、胡乔木、习仲勋、宋任穷为顾问。
全会依照党章规定，决定递补候补中央委员杨泰芳、朗大忠（傣族）为中央委员。

## 三中全会
中国共产党第十二届中央委员会第三次全体会议于1984年10月20日在北京舉行。出席全会的中央委员会委员和候补委员321人。中央顾问委员会委员、中央纪律检查委员会委员，以及地方、中央各有关方面的主要负责人共297人列席了会议。叶剑英因病未出席会议。
全会一致通过了《中共中央关于经济体制改革的决定》。这个决定，根据马克思主义基本原理同中国实际相结合的原则，阐明了加快以城市为重点的整个经济体制改革的必要性、紧迫性，规定了改革的方向、性质、任务和各项基本方针政策，是指导中国经济体制改革的纲领性文件。
全会还一致通过了《中国共产党第十二届中央委员会第三次全体会议关于召开中国共产党的全国代表会议的决定》。决定于1985年9月召开党的全国代表会议，会议的议题是：（一）讨论和通过关于国民经济和社会发展第七个五年计划纲要的建议；（二）增选中央委员会成员等组织事项。

## 四中全会
中国共产党第十二届中央委员会第四次全体会议于1985年9月16日在北京舉行。出席这次会议的有中央委员188人，候补中央委员129人；列席会议的有中央顾问委员会委员130人，中央纪律检查委员会委员121人，还有中央党政机关和各省、自治区、直辖市党委的主要负责人40人。叶剑英因病未出席会议。
全会决定，1985年9月18日召开中国共产党全国代表会议。全会讨论并原则通过了《中共中央关于制定国民经济和社会发展第七个五年计划的建议（草案）》，决定将这个文件提请党的全国代表会议审议。 
全会讨论确定了关于进一步实现中央领导机构成员新老交替的原则。全会收到了叶剑英、邓颖超、徐向前、聂荣臻、乌兰夫、王震、韦国清、李德生、宋任穷、张廷发等64人不再担任第十二届中央委员会委员或候补委员，李井泉、肖劲光、何长工等37人请求不再担任中央顾问委员会委员，黄克诚、王从吾、李昌等30人请求不再担任中央纪律检查委员会委员的信。全会表示高度评价这些人「从党和人民利益出发，积极促进中央领导机构成员新老交替的表率行动」，同意他们不再担任中央三个委员会成员的请求，并向党的全国代表会议报告。 
全会给叶剑英和黄克诚写了致敬信，在他们由于健康原因请求不再担任中央领导职务的时候，以全会的名义表达全體黨員对他们的敬意和问候。

## 中國共產黨全國代表會議
中國共產黨全國代表會議於1985年9月18日至23日在北京召開。會議通過《中共中央關於制定國民經濟和社會發展第七個五年計劃的建議》，批准一批老幹部不再擔任三個中央委員會委員的請求，增選一批新成員進入中央三個委員會。

## 五中全会
中国共产党第十二届中央委员会第五次全体会议于1985年9月24日在北京舉行。出席会议的有中央委员202人，候补中央委员128人；列席会议的有中央顾问委员会委员172人，中央纪律检查委员会委员127人。不再担任中央三个委员会成员的老黨員也列席了会议。
为适应新的形势和任务的需要，按照进一步实现中央领导机构成员新老交替的原则，这次全会对中央政治局常委提出的、经中央政治局反复酝酿的候选人名单进行了充分的讨论，对中央政治局和中央书记处的成员进行了局部的调整。 
全会增选了田纪云、乔石、李鹏、吴学谦、胡启立、姚依林为中央政治局委员。全会根据习仲勋、谷牧、姚依林的请求，同意他们不再担任中央书记处书记；增选了乔石、田纪云、李鹏、郝建秀、王兆国为中央书记处书记。 
这次全会还批准了中央顾问委员会第五次全体会议增选的中央顾问委员会常务委员会委员和副主任人选；批准了中央纪律检查委员会第六次全体会议增选的中央纪律检查委员会常务委员会和第二书记、常务书记、书记人选。
經調整後的中央領導機構的名單：
- 中央委員會總書記：胡耀邦
- 中央政治局常委：胡耀邦、鄧小平、趙紫陽、李先念、陳雲
- 中央政治局委員（按姓氏筆劃為序）：萬里、習仲勛、方毅、田紀雲、喬石、李鵬、楊尚昆、楊得志、吳學謙、余秋里、胡喬木、胡啟立、姚依林、倪志福、彭真
- 中央政治局候補委員：秦基偉、陳慕華
- 中央書記處書記：胡啟立、萬里、余秋里、喬石、田紀雲、李鵬、陳丕顯、鄧力群、郝建秀、王兆國

## 六中全会
中国共产党第十二届中央委员会第六次全体会议于1986年9月28日在北京舉行。出席会议的有中央委员199人，候补中央委员126人。列席会议的有中央顾问委员会委员161人，中央纪律检查委员会委员122人，有关负责人25人。
会议通过了《中共中央关于社会主义精神文明建设指导方针的决议》，根据马克思主义基本原理同中国实际相结合的原则，进一步阐明了社会主义精神文明建设的战略地位、根本任务和基本指导方针，是新的历史时期加强中国社会主义精神文明建设的纲领性文件。这个决议对于推动中国物质文明建设和精神文明建设，促进全面改革和对外开放，建设具有中国特色的社会主义，产生深远的影响。
全会通过了关于召开中共第十三次全国代表大会的决议。 
全会同意按照党章的规定递补尹长民为中央委员。 

## 七中全会
中国共产党第十二届中央委员会第七次全体会议于1987年10月20日在北京舉行。出席会议的有中央委员202人，候补中央委员122人。列席会议的有中央顾问委员会委员161人，中央纪律检查委员会委员121人，有关负责同志39人。
全会决定，1987年10月25日在北京召开中共第十三次全国代表大会，全会讨论并通过了中央委员会向中共十三大的报告、《中国共产党章程部分条文修正案》，一致决定将这两个文件提请中共第十三次全国代表大会审议。
全会讨论并原则同意《政治体制改革总体设想》，决定将这个文件的主要内容写入中央委员会向中共十三次全国代表大会的报告。
全会确认1987年1月16日中共中央政治局扩大会议关于接受胡耀邦辞去中央委员会总书记职务的请求的决定，和推选赵紫阳代理中央委员会总书记的决定，还确认1987年7月14日中共中央政治局关于撤销沈图中央委员职务的决定。